# Olympe de G.
Olympe de G., maintenant « Olympe de Gê » (de son vrai nom Barbara Soumet-Leman), est une essayiste française initialement conceptrice-rédactrice dans la publicité, qui, depuis 2016, s'oriente plutôt vers l'écriture et l'essai dans le domaine féministe,.

## Carrière
Entre 2016 et 2017, elle tourne plusieurs courts métrages sexuellement explicites pour les productions d’Erika Lust, avant de se consacrer à la création de contenus érotiques et éducatifs audios tels que le podcast Voxxx,, lancé en 2018. En 2019, elle réalise son premier long-métrage : Une dernière fois, sorti en juin 2020 sur Canal+. Le tournage d’Une dernière fois est l’occasion de créer un protocole d’encadrement du consentement des performeurs lors des scènes intimes.
Olympe de Gê est aussi une autrice et réalisatrice de podcasts engagée pour l’égalité de genre. En 2020, elle oriente son travail vers le corps médicalisé, la relation de soin et le consentement médical après #MeToo, notamment avec la série documentaire Le serment d’Augusta.

## Filmographie

### En tant que réalisatrice
- The Bitchhiker (court métrage, 2016, produit par Erika Lust)
- Don’t Call Me a Dick (court métrage, 2017, produit par Erika Lust)
- Take Me Through the Looking Glass (court métrage, 2017, produit par Erika Lust)
- We are the Fucking World (court métrage, 2017, produit par Erika Lust)
- Une dernière fois (long métrage, 2020, co-produit par Kidam, Olympe de G. Production, Topshot Films et Canal+)

### En tant que performeuse
- Un beau dimanche (court métrage de Lucie Blush, 2016)
- The Bitchhiker (court métrage d’Olympe de G., 2016, produit par Erika Lust)
- Architecture Porn (court métrage d’Erika Lust, 2017)

## Audiographie
- L’Appli rose (série d’audio fiction érotique, 2018, produit par Audible)
- Chambre 206 (œuvre audio immersive, 2018, produit par Audible)
- Le Son du sexe (documentaire audio, 2018, pour Rinse FM)
- Voxxx (podcast indépendant, sur voxxx.org)
- Le Serment d’Augusta (série documentaire 2022, coproduite par Sorbonne Université et Binge Audio)
- Tu seras un homme, ma fille (podcast documentaire, 2022, produit par Binge Audio)

## Récompenses
Olympe de Gê a remporté plusieurs prix, dont Most Tantalizing Trans Short pour We Are the (Fucking) World au Toronto International Porn Film festival, l’Insomnia Award pour Don’t Call Me a Dick à La Guarimba Film Festival, Best Experimental short pour Don’t Call Me a Dick à Cine Kink, Best feature film pour Une dernière fois » à Secs Fest, Best Filmmaker of the Year pour Une dernière fois à Dreamachine International Film Festival, Best Erotic Short Film pour Don’t Call Me a Dick à Peephole Festival.